# Европско првенство у атлетици на отвореном 1990 — скок мотком за мушкарце
Скок мотком у мушкој конкуренцији на Европском првенству у атлетици 1990. у Сплиту одржан је 30. и 31. августа на стадиону Пољуд.
Титулу освојену 1986. у Штутгарту, није одбранио Сергеј Бупка из Совјетског Савеза.

## Земље учеснице
Учествовало је 10 такмичара из 13 земаља. 
| - Албанија (1) - Аустрија (1) - Бугарска (2) - Западна Немачка (1) | - Италија (1) - Мађарска (1) - Совјетски Савез (3) - Турска (1) | - Уједињено Краљевство (1) - Финска (2) - Француска (3) - Шведска (1) - Шпанија (1) |

## Рекорди
| Рекорди пре почетка Европског првенства 1990. | Рекорди пре почетка Европског првенства 1990. | Рекорди пре почетка Европског првенства 1990. | Рекорди пре почетка Европског првенства 1990. | Рекорди пре почетка Европског првенства 1990. | Рекорди пре почетка Европског првенства 1990. |
| --------------------------------------------- | --------------------------------------------- | --------------------------------------------- | --------------------------------------------- | --------------------------------------------- | --------------------------------------------- |
| Светски рекорд                                | Сергеј Бупка                                  | Совјетски Савез                               | 6,08                                          | Ница, Француска                               | 10. јул 1988.                                 |
| Европски рекорд                               | Сергеј Бупка                                  | Совјетски Савез                               | 6,08                                          | Ница, Француска                               |                                               |
| Рекорди Европских првенстава                  | Сергеј Бупка                                  | Совјетски Савез                               | 5,85                                          | Штутгарт, Западна Немачка                     | 29. август 1986.                              |
| Најбољи светски резултат сезоне               | Родион Гатаулин                               | Совјетски Савез                               | 5,92                                          | Сијетл, САД                                   | 22. јул                                       |
| Најбољи европски резултат сезоне              | Родион Гатаулин                               | Совјетски Савез                               | 5,92                                          | Сијетл, САД                                   | 22. јул                                       |
| Рекорди после Европског првенства 1990.       |                                               |                                               |                                               |                                               |                                               |
| Рекорди Европских првенстава                  | Родион Гатаулин                               | Совјетски Савез                               | 5,85                                          | Сплит, СФРЈ                                   | 31. август                                    |

## Најбољи резултати у 1990. години
Најбољи атлетичари у скоку мотком 1990. године пре почетка европског првенства (26. августа 1990) заузимало је следећи пласман.
| 1.  | Родион Гатаулин  | Совјетски Савез | 5,92 | 22. јул    |
| 2.  | Сергеј Бупка     | Совјетски Савез | 5,90 | 15. август |
| 3.  | Григориј Јегоров | Совјетски Савез | 5,87 | 22. јул    |
| 4.  | Игор Потапович   | Совјетски Савез | 5,85 | 20. јун    |
| 4.  | Максим Тарасов   | Совјетски Савез | 5,85 | 20. јун    |
| 6.  | Василиј Бупка    | Совјетски Савез | 5,81 | 25. јул    |
| 7.  | Виктор Риженков  | Совјетски Савез | 5,80 | 24. јун    |
| 7.  | Филип Коле       | Француска       | 5,80 | 15. август |
| 7.  | Владимир Пољаков | Совјетски Савез | 5,80 | 15. август |
| 10. | Тијери Вињерон   | Француска       | 5,77 | 10. јул    |

Такмичари чија су имена подебљана учествовали су на ЕП.

## Освајачи медаља
|                                 |                                  |                          |
| Родион Гатаулин Совјетски Савез | Григориј Јегоров Совјетски Савез | Херман Ферингер Аустрија |

## Резултати

### Квалификације
У квалификацијама такмичари су били подељени у две групе. У финале су се пласирала 12 такмичара са најбољим резултатима у квалификацијама (кв).
| Пласман | Група | Такмичар          | Земља                | Време | Белешке |
| ------- | ----- | ----------------- | -------------------- | ----- | ------- |
| 1.      | А     | Сергеј Бупка      | Совјетски Савез      | 5,50  | КВ      |
| 2.      | А     | Херман Ферингер   | Аустрија             | 5,40  | КВ      |
| 3.      | Б     | Григориј Јегоров  | Совјетски Савез      | 5,40  | КВ      |
| 4.      | Б     | Родион Гатаулин   | Совјетски Савез      | 5,40  | КВ      |
| 5.      | А     | Филип Коле        | Француска            | 5,30  | КВ      |
| 6.      | А     | Ференк Салбер     | Француска            | 5,30  | КВ      |
| 7.      | А     | Петри Пелтонијеми | Финска               | 5,30  | КВ      |
| 8.      | Б     | Галин Ников       | Бугарска             | 5,30  | КВ      |
| 9.      | Б     | Тијери Вињерон    | Француска            | 5,30  | КВ      |
| 10.     | Б     | Хавијер Гарсија   | Шпанија              | 5,30  | КВ      |
| 11.     | Б     | Јани Лехтонен     | Финска               | 5,30  | КВ      |
| 12.     | Б     | Иштван Бађула     | Мађарска             | 5,30  | КВ      |
| 13.     | А     | Марко Андрејини   | Италија              | 5,10  |         |
| 14.     | Б     | Мајкл Едвардс     | Уједињено Краљевство | 5,10  |         |
| 15.     | А     | Рухан Ишим        | Турска               | 4,90  |         |
| 16.     | А     | Петер Виден       | Шведска              | БП    |         |
| 17.     | А     | Сазан Фишеку      | Албанија             | БП    |         |
| 18.     | А     | Николај Николов   | Бугарска             | БП    |         |
| 19.     | Б     | Бернхард Цинтл    | Западна Немачка      | БП    |         |

### Финале
| Пласман | Такмичар          | Земља           | Време | Белешке |
| ------- | ----------------- | --------------- | ----- | ------- |
|         | Родион Гатаулин   | Совјетски Савез | 5,85  |         |
|         | Григориј Јегоров  | Совјетски Савез | 5,75  |         |
|         | Херман Ферингер   | Аустрија        | 5,75  | ЛР      |
| 4.      | Филип Коле        | Француска       | 5,70  |         |
| 5.      | Хавијер Гарсија   | Шпанија         | 5,70  |         |
| 6.      | Сергеј Бупка      | Совјетски Савез | 5,70  |         |
| 7.      | Ференк Салбер     | Француска       | 5,60  |         |
| 8.      | Петри Пелтонијеми | Финска          | 5,40  |         |
| 9.      | Галин Ников       | Бугарска        | 5,40  |         |
| 10.     | Иштван Бађула     | Мађарска        | 5,20  |         |
| 11.     | Тијери Вињерон    | Француска       | БП    |         |
| 12.     | Јани Лехтонен     | Финска          | БП    |         |